# Cruzamento de Shibuya
Cruzamento de Shibuya (em japonês: 渋谷スクランブル交差点; romaniz.: Shibuya sukuranburu kōsaten) é uma travessia de pedestres no bairro de Shibuya, em Tóquio, Japão. Localiza-se em frente à saída Hachikō da Estação de Shibuya e interrompe o tráfego de veículos em todas as direções para permitir que os pedestres ocupem completamente o cruzamento. A estátua de Hachikō, situada entre a estação e a avenida, é um ponto de encontro — e quase sempre lotado.
Três grandes telas de vídeo montadas em edifícios, como o famoso QFRONT, dominam a vista da travessia, juntamente com diversas placas de propaganda estática. Devido ao seu intenso movimento e à abundância de publicidade, o local é frequentemente comparado à Times Square, em Nova Iorque.
A travessia de pedestres de Shibuya é considerada a mais movimentada do mundo, com até três mil pessoas atravessando simultaneamente. O professor de arquitetura Shane Flynn, de Tóquio, declarou que o Cruzamento de Shibuya é "um grande exemplo do que Tóquio faz de melhor quando não está tentando impressionar".

## Tráfego de pedestres

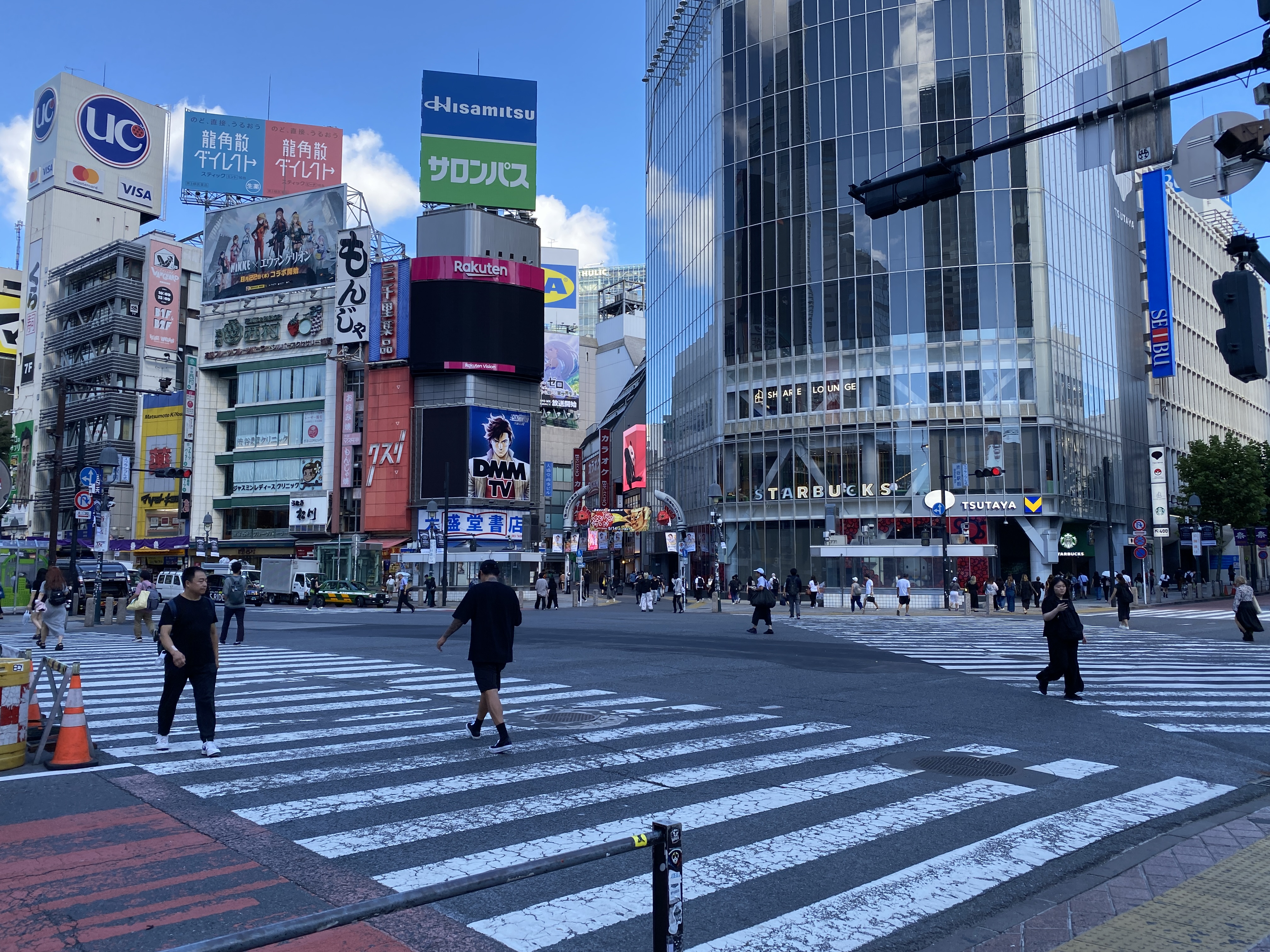
Cruzamento de Shibuya, em 2024

Este cruzamento é frequentemente reconhecido como "o cruzamento de pedestres mais movimentado do mundo" com quase nenhuma perda de tráfego de pedestres à meia-noite ou no início da manhã. Os engarrafamentos rodoviários raramente ocorrem, mesmo durante as horas de ponta. De acordo com o Shibuya Center Street, em 2016, o número de pedestres que cruzavam o cruzamento era de até 3 mil por semáforo verde (a cada 2 minutos). Um inquérito de medição de fluxo realizado em 2014 pela Associação de Reabilitação de Shibuya estimou 260 mil peões por dia durante a semana e 390 mil peões em dias não úteis. Outros estimam que cerca de 500 mil pessoas nos dias mais movimentados. A Pesquisa de Mídia Exterior da SOTO de 2012 estimou 1,5 milhões de pedestres por semana.

## História
A travessia foi inaugurada em 1973. Foi apresentada na cerimônia de encerramento dos Jogos Olímpicos de Verão de 2016, como parte da promoção dos Jogos Olímpicos de Verão de 2020, em Tóquio.
Desde o final da década de 2010, tornou-se um lugar popular para jovens se reunirem no Halloween, muitos deles fantasiados. As multidões, cada vez maiores e mais caóticas, levaram o distrito de Shibuya a adotar, em 2019, uma portaria proibindo o consumo de bebidas alcoólicas em vias públicas na região durante os períodos de fim de outubro (Halloween) e da véspera de Ano-Novo, em dezembro.
Em 2023, citando problemas como acúmulo de lixo, brigas e danos materiais causados pelo turismo excessivo e pelas grandes multidões indisciplinadas — especialmente após o fim das restrições da pandemia da COVID-19 e na esteira da tragédia por esmagamento na comemoração de Halloween em Seul, em 2022 —, as autoridades de Shibuya anunciaram que aplicariam rigorosamente medidas para desencorajar festas na travessia durante o período do Halloween. Entre elas, estavam apelos para que moradores e turistas evitassem se reunir na data, restrições ao tráfego e um reforço nas medidas de segurança para garantir o cumprimento da proibição do consumo de álcool. As lojas da região também foram orientadas a não vender bebidas alcoólicas, e alguns estabelecimentos fecharam mais cedo do que o habitual.
As celebrações de Ano-Novo no Cruzamento de Shibuya também foram suspensas desde o período de 2020–2021, por razões de segurança. Em 2023, o consumo de bebidas alcoólicas foi restrito das 18h00 do dia 31 de dezembro até as 5h00 da manhã de 1º de janeiro, e as lojas foram orientadas a não vender álcool nesse intervalo. Além disso, todos os painéis de vídeo foram desligados às 23h00, em vez da meia-noite, como de costume. Em junho de 2024, foi aprovada uma portaria que estende a proibição do consumo de bebidas alcoólicas em vias públicas ao longo de todo o ano, diariamente das 17h00 até as 5h00.

## Representações culturais e uso da mídia

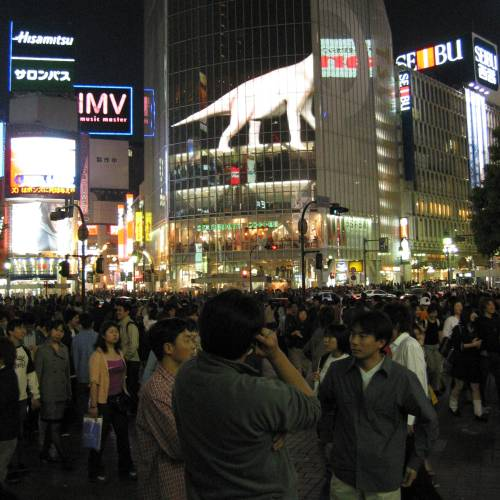
O anúncio do dinossauro ambulante visível no edifício QFRONT (Tsutaya), visto no filme de 2003, Perdidos na Tradução

O Cruzamento de Shibuya é frequentemente retratado em filmes e programas de televisão ambientados em Tóquio, como Lost in Translation, Velozes e Furiosos: Desafio em Tóquio, Alice in Borderland, Jujutsu Kaisen, Resident Evil: Afterlife e Sonic the Hedgehog 3, além de apresentar noticiários nacionais e internacionais. A icônica tela de vídeo mostrada nesses filmes — em especial na cena do "dinossauro ambulante" em Lost in Translation — foi retirada por um período e substituída por publicidade estática, mas voltou a operar em julho de 2013.
A banda de rock galesa Manic Street Preachers destacou a área no videoclipe da música "Motorcycle Emptiness" do álbum Generation Terrorists, de 1992. O single alcançou a posição 17.ª na parada de singles do Reino Unido e mais tarde foi certificado como prata pela British Phonographic Industry pelas vendas de 200 mil cópias.
O pintor britânico contemporâneo Carl Randall — que viveu por 10 anos em Tóquio como artista — retratou a área em sua grande obra Shibuya, exibida na National Portrait Gallery, em Londres, em 2013.